# Estados Unidos en la Copa Oro Femenina de la Concacaf de 2024
La Copa Oro Femenina de la Concacaf de 2024 se llevó a cabo del 20 al 10 de marzo Estados Unidos fue uno de los 12 participantes.

## Plantel
Entrenadora:  Twila Kilgore
La plantilla final fue anunciada el 7 de febrero del 2024. Sin embargo, el 13 de febrero, Alana Cook se retiró de la convocatoria debido a una lesión de rodilla y tuvo que ser sustituida por Becky Sauerbrunn. El 20 de febrero, previo a la participación de las norteamericanas en el torneo, se anunció que Mia Fishel se retiraba de la convocatoria tras romperse el ligamento cruzado anterior en su rodilla, siendo reemplazada por Alex Morgan.
| No. | Pos. | Jugadora          | Fecha de nacimiento (edad)         | Apa. | Goles | Club                   |
| --- | ---- | ----------------- | ---------------------------------- | ---- | ----- | ---------------------- |
| 1   | POR  | Alyssa Naeher     | 20 de abril de 1988 (35 años)      | 97   | 0     | Chicago Red Stars      |
| 2   | DEF  | Abby Dahlkemper   | 13 de mayo de 1993 (30 años)       | 80   | 0     | San Diego Wave         |
| 3   | DEF  | Jenna Nighswonger | 28 de noviembre de 2002 (21 años)  | 2    | 0     | NJ/NY Gotham F. C.     |
| 4   | DEF  | Naomi Girma       | 14 de junio de 2000 (23 años)      | 26   | 0     | San Diego Wave         |
| 5   | DEF  | Becky Sauerbrunn  | 6 de junio de 1985 (38 años)       | 217  | 0     | Portland Thorns        |
| 6   | DEL  | Lynn Williams     | 21 de mayo de 1993 (30 años)       | 59   | 17    | NJ/NY Gotham F. C.     |
| 7   | DEL  | Alex Morgan       | 2 de julio de 1989 (34 años)       | 215  | 121   | San Diego Wave         |
| 8   | DEL  | Jaedyn Shaw       | 20 de octubre de 2004 (19 años)    | 4    | 2     | San Diego Wave         |
| 9   | DEL  | Midge Purce       | 18 de septiembre de 1995 (28 años) | 26   | 4     | NJ/NY Gotham F. C.     |
| 10  | MED  | Lindsey Horan     | 26 de mayo de 1994 (29 años)       | 139  | 31    | Olympique de Lyon      |
| 11  | DEL  | Sophia Smith      | 10 de agosto de 2000 (23 años)     | 38   | 15    | Portland Thorns        |
| 12  | DEF  | Tierna Davidson   | 19 de septiembre de 1998 (25 años) | 51   | 1     | NJ/NY Gotham F. C.     |
| 13  | MED  | Olivia Moultrie   | 17 de septiembre de 2005 (18 años) | 2    | 0     | Portland Thorns        |
| 14  | MED  | Emily Sonnett     | 25 de noviembre de 1993 (30 años)  | 83   | 2     | NJ/NY Gotham F. C.     |
| 15  | MED  | Korbin Albert     | 13 de octubre de 2003 (20 años)    | 1    | 0     | París Saint-Germain    |
| 16  | MED  | Rose Lavelle      | 14 de mayo de 1995 (28 años)       | 92   | 24    | NJ/NY Gotham F. C.     |
| 17  | MED  | Sam Coffey        | 31 de diciembre de 1998 (25 años)  | 7    | 1     | Portland Thorns        |
| 18  | POR  | Casey Murphy      | 25 de abril de 1996 (27 años)      | 17   | 0     | North Carolina Courage |
| 19  | DEF  | Crystal Dunn      | 3 de julio de 1992 (31 años)       | 140  | 24    | NJ/NY Gotham F. C.     |
| 20  | DEF  | Casey Krueger     | 23 de agosto de 1990 (33 años)     | 42   | 0     | Washington Spirit      |
| 21  | POR  | Jane Campbell     | 17 de febrero de 1995 (29 años)    | 7    | 0     | Houston Dash           |
| 22  | DEL  | Trinity Rodman    | 20 de mayo de 2002 (21 años)       | 28   | 7     | Washington Spirit      |
| 23  | DEF  | Emily Fox         | 5 de julio de 1998 (25 años)       | 39   | 1     | Arsenal                |

## Participación

### Partidos
| Fecha         | Ciudad      | Instancia        |                |                           | Resultado               |                                    |                      |
| ------------- | ----------- | ---------------- | -------------- | ------------------------- | ----------------------- | ---------------------------------- | -------------------- |
| 20 de febrero | Carson      | Fase de grupos   | Estados Unidos | Bandera de Estados Unidos | 5:0 (2:0)               | Bandera de la República Dominicana | República Dominicana |
| 23 de febrero | Carson      | Fase de grupos   | Argentina      | Bandera de Argentina      | 0:4 (0:3)               | Bandera de Estados Unidos          | Estados Unidos       |
| 26 de febrero | Carson      | Fase de grupos   | Estados Unidos | Bandera de Estados Unidos | 0:2 (0:1)               | Bandera de México                  | México               |
| 3 de marzo    | Los Ángeles | Cuartos de final | Estados Unidos | Bandera de Estados Unidos | 3:0 (3:0)               | Bandera de Colombia                | Colombia             |
| 6 de marzo    | San Diego   | Semifinales      | Canadá         | Bandera de Canadá         | 2:2 (1:1, 0:1) (1:3 p.) | Bandera de Estados Unidos          | Estados Unidos       |
| 10 de marzo   | San Diego   | Final            | Estados Unidos | Bandera de Estados Unidos | 1:0 (1:0)               | Bandera de Brasil                  | Brasil               |

### Primera fase - Grupo A

#### Posiciones
| Equipo               | Pts | PJ | PG | PE | PP | GF | GC | Dif |
| -------------------- | --- | -- | -- | -- | -- | -- | -- | --- |
| México               | 7   | 3  | 2  | 1  | 0  | 10 | 0  | 10  |
| Estados Unidos       | 6   | 3  | 2  | 0  | 1  | 9  | 2  | 7   |
| Argentina            | 4   | 3  | 1  | 1  | 1  | 3  | 4  | –1  |
| República Dominicana | 0   | 3  | 0  | 0  | 3  | 0  | 16 | −16 |

|  | Clasificados a los cuartos de final.                                 |
|  | Clasificado a los cuartos de final como uno de los mejores terceros. |

#### Estados Unidos vs. República Dominicana
| 20 de febrero de 2024, 19:15 | Estados Unidos                                                                   | 5:0 (2:0)        | República Dominicana | Dignity Health Sports Park, Carson                                          |                                                                             |
|                              | Moultrie 8', 59' · Williams 30' · Nighswonger 86' (pen.) · Morgan 90+3' (pen.) · | Concacaf Reporte |                      | Asistencia: 3 242 espectadores Árbitra: Astrid Gramajo VAR: Ricardo Montero | Asistencia: 3 242 espectadores Árbitra: Astrid Gramajo VAR: Ricardo Montero |

| 1           | Guardameta     | Alyssa Naeher     |     |
| 2           | Defensa        | Abby Dahlkemper   |     |
| 5           | Defensa        | Becky Sauerbrunn  |     |
| 3           | Defensa        | Jenna Nighswonger |     |
| 9           | Centrocampista | Midge Purce       | 66' |
| 14          | Centrocampista | Emily Sonnett     | 46' |
| 15          | Centrocampista | Korbin Albert     | 77' |
| 17          | Centrocampista | Sam Coffey        |     |
| 6           | Centrocampista | Lynn Williams     |     |
| 13          | Delantero      | Olivia Moultrie   | 66' |
| 11          | Delantero      | Sophia Smith      | 66' |
| Entrenadora | Entrenadora    | Twila Kilgore     |     |

| 20         | Guardameta     | Paloma Peña       |     |
| 16         | Defensa        | Renata Mercedes   |     |
| 19         | Defensa        | Gabriella Cuevas  |     |
| 22         | Defensa        | Brianne Reed      |     |
| 5          | Defensa        | Nadia Colón       | 68' |
| 14         | Centrocampista | Lucia León        |     |
| 21         | Centrocampista | Jaylen Vallecillo | 46' |
| 3          | Centrocampista | Stella Tapia      |     |
| 7          | Centrocampista | Winibian Peralta  | 87' |
| 10         | Delantero      | Vanessa Kara      | 68' |
| 9          | Delantero      | Mía Asenjo        | 46' |
| Entrenador | Entrenador     | Henry Parra       |     |

| 23 | Defensa        | Emily Fox      | 46' |
| 22 | Delantero      | Trinity Rodman | 66' |
| 8  | Delantero      | Jaedyn Shaw    | 66' |
| 7  | Delantero      | Alex Morgan    | 66' |
| 16 | Centrocampista | Rose Lavelle   | 77' |

| 2  | Defensa        | Alexa Pacheco  | 46' |
| 17 | Delantero      | Jazmin Jackson | 46' |
| 13 | Centrocampista | Keisla Gil     | 68' |
| 15 | Centrocampista | Kat González   | 68' |
| 11 | Delantero      | Alyssa Oviedo  | 87' |

| Anotado         | 8'    | Olivia Moultrie   | 1:0 |
| Anotado         | 30'   | Lynn Williams     | 2:0 |
| Anotado         | 59'   | Olivia Moultrie   | 3:0 |
| Anotado · Penal | 86'   | Jenna Nighswonger | 4:0 |
| Anotado · Penal | 90+3' | Alex Morgan       | 5:0 |

| Amonestado | 85' | Brianne Reed |

| Árbitra             | Astrid Gramajo   |
| Árbitras asistentes | Iris Vail        |
| Árbitras asistentes | Sherly Socop     |
| Cuarto árbitro      | Mayary Cartagena |
| VAR                 | Ricardo Montero  |
| Adicional VAR       | Daneon Parchment |

| 1           | Guardameta     | Alyssa Naeher     |     |
| 2           | Defensa        | Abby Dahlkemper   |     |
| 5           | Defensa        | Becky Sauerbrunn  |     |
| 3           | Defensa        | Jenna Nighswonger |     |
| 9           | Centrocampista | Midge Purce       | 66' |
| 14          | Centrocampista | Emily Sonnett     | 46' |
| 15          | Centrocampista | Korbin Albert     | 77' |
| 17          | Centrocampista | Sam Coffey        |     |
| 6           | Centrocampista | Lynn Williams     |     |
| 13          | Delantero      | Olivia Moultrie   | 66' |
| 11          | Delantero      | Sophia Smith      | 66' |
| Entrenadora | Entrenadora    | Twila Kilgore     |     |

| 20         | Guardameta     | Paloma Peña       |     |
| 16         | Defensa        | Renata Mercedes   |     |
| 19         | Defensa        | Gabriella Cuevas  |     |
| 22         | Defensa        | Brianne Reed      |     |
| 5          | Defensa        | Nadia Colón       | 68' |
| 14         | Centrocampista | Lucia León        |     |
| 21         | Centrocampista | Jaylen Vallecillo | 46' |
| 3          | Centrocampista | Stella Tapia      |     |
| 7          | Centrocampista | Winibian Peralta  | 87' |
| 10         | Delantero      | Vanessa Kara      | 68' |
| 9          | Delantero      | Mía Asenjo        | 46' |
| Entrenador | Entrenador     | Henry Parra       |     |

| 23 | Defensa        | Emily Fox      | 46' |
| 22 | Delantero      | Trinity Rodman | 66' |
| 8  | Delantero      | Jaedyn Shaw    | 66' |
| 7  | Delantero      | Alex Morgan    | 66' |
| 16 | Centrocampista | Rose Lavelle   | 77' |

| 2  | Defensa        | Alexa Pacheco  | 46' |
| 17 | Delantero      | Jazmin Jackson | 46' |
| 13 | Centrocampista | Keisla Gil     | 68' |
| 15 | Centrocampista | Kat González   | 68' |
| 11 | Delantero      | Alyssa Oviedo  | 87' |

| Anotado         | 8'    | Olivia Moultrie   | 1:0 |
| Anotado         | 30'   | Lynn Williams     | 2:0 |
| Anotado         | 59'   | Olivia Moultrie   | 3:0 |
| Anotado · Penal | 86'   | Jenna Nighswonger | 4:0 |
| Anotado · Penal | 90+3' | Alex Morgan       | 5:0 |

| Amonestado | 85' | Brianne Reed |

| Árbitra             | Astrid Gramajo   |
| Árbitras asistentes | Iris Vail        |
| Árbitras asistentes | Sherly Socop     |
| Cuarto árbitro      | Mayary Cartagena |
| VAR                 | Ricardo Montero  |
| Adicional VAR       | Daneon Parchment |

| Estadísticas      | Bandera de Estados Unidos | Bandera de la República Dominicana |
| Tiros             | 31                        | 1                                  |
| Tiros a puerta    | 10                        | 0                                  |
| Faltas            | 9                         | 6                                  |
| Saques de esquina | 14                        | 0                                  |
| Penaltis          | 2                         | 0                                  |
| Fueras de juego   | 1                         | 0                                  |
| Posesión de balón | 69%                       | 31%                                |

#### Argentina vs. Estados Unidos
| 23 de febrero de 2024, 19:15 | Argentina | 0:4 (0:3)        | Estados Unidos                                | Dignity Health Sports Park, Carson                                              |                                                                                 |
|                              |           | Concacaf Reporte | Shaw 10', 18' · Morgan 19' · Horan 77' (pen.) | Asistencia: 8 315 espectadores Árbitra: Marie-Soleil Beaudoin VAR: Drew Fischer | Asistencia: 8 315 espectadores Árbitra: Marie-Soleil Beaudoin VAR: Drew Fischer |

| 12         | Guardameta     | Laurina Oliveros    |     |
| 4          | Defensa        | Julieta Cruz        | 84' |
| 14         | Defensa        | Miriam Mayorga      |     |
| 13         | Defensa        | Sophia Braun        |     |
| 6          | Defensa        | Aldana Cometti      |     |
| 3          | Defensa        | Eliana Stabile      |     |
| 7          | Centrocampista | Romina Núñez        |     |
| 5          | Centrocampista | Vanina Preininger   |     |
| 17         | Centrocampista | Camila Gómez Ares   | 84' |
| 19         | Centrocampista | Mariana Larroquette | 84' |
| 11         | Delantero      | Yamila Rodríguez    | 36' |
| Entrenador | Entrenador     | Germán Portanova    |     |

| 18          | Guardameta     | Casey Murphy    |     |
| 20          | Defensa        | Casey Krueger   | 61' |
| 4           | Defensa        | Naomi Girma     |     |
| 12          | Defensa        | Tierna Davidson |     |
| 19          | Defensa        | Crystal Dunn    | 61' |
| 10          | Centrocampista | Lindsey Horan   |     |
| 15          | Centrocampista | Korbin Albert   | 46' |
| 8           | Centrocampista | Jaedyn Shaw     | 78' |
| 16          | Centrocampista | Rose Lavelle    |     |
| 22          | Centrocampista | Trinity Rodman  |     |
| 7           | Delantero      | Alex Morgan     | 46' |
| Entrenadora | Entrenadora    | Twila Kilgore   |     |

| 9  | Delantero      | Estefanía Palomar 36'  | 84' |
| 15 | Centrocampista | Maricel Pereyra 84'    |     |
| 2  | Defensa        | Adriana Sachs          | 84' |
| 8  | Centrocampista | Daiana Falfán 84'      |     |
| 18 | Defensa        | Celeste Dos Santos 84' |     |

| 11 | Delantero      | Sophia Smith      | 46' |
| 14 | Centrocampista | Emily Sonnett     | 46' |
| 23 | Defensa        | Emily Fox         | 61' |
| 3  | Defensa        | Jenna Nighswonger | 61' |
| 17 | Centrocampista | Sam Coffey        | 78' |

| Anotado         | 10' | Jaedyn Shaw   | 0:1 |
| Anotado         | 18' | Jaedyn Shaw   | 0:2 |
| Anotado         | 19' | Alex Morgan   | 0:3 |
| Anotado · Penal | 77' | Lindsey Horan | 0:4 |

| Amonestado | 45+5' | Miriam Mayorga |
| Amonestado | 66'   | Aldana Cometti |

| Amonestado | 58' | Jaedyn Shaw |

| Otorgado · Expulsado | 75' | Miriam Mayorga |

| Árbitra             | Marie-Soleil Beaudoin |
| Árbitras asistentes | Chantal Boudreau      |
| Árbitras asistentes | Gabrielle Lemieux     |
| Cuarta árbitra      | Carly Shaw-Maclaren   |
| VAR                 | Drew Fischer          |
| Adicional VAR       | Benjamín Pineda       |

| 12         | Guardameta     | Laurina Oliveros    |     |
| 4          | Defensa        | Julieta Cruz        | 84' |
| 14         | Defensa        | Miriam Mayorga      |     |
| 13         | Defensa        | Sophia Braun        |     |
| 6          | Defensa        | Aldana Cometti      |     |
| 3          | Defensa        | Eliana Stabile      |     |
| 7          | Centrocampista | Romina Núñez        |     |
| 5          | Centrocampista | Vanina Preininger   |     |
| 17         | Centrocampista | Camila Gómez Ares   | 84' |
| 19         | Centrocampista | Mariana Larroquette | 84' |
| 11         | Delantero      | Yamila Rodríguez    | 36' |
| Entrenador | Entrenador     | Germán Portanova    |     |

| 18          | Guardameta     | Casey Murphy    |     |
| 20          | Defensa        | Casey Krueger   | 61' |
| 4           | Defensa        | Naomi Girma     |     |
| 12          | Defensa        | Tierna Davidson |     |
| 19          | Defensa        | Crystal Dunn    | 61' |
| 10          | Centrocampista | Lindsey Horan   |     |
| 15          | Centrocampista | Korbin Albert   | 46' |
| 8           | Centrocampista | Jaedyn Shaw     | 78' |
| 16          | Centrocampista | Rose Lavelle    |     |
| 22          | Centrocampista | Trinity Rodman  |     |
| 7           | Delantero      | Alex Morgan     | 46' |
| Entrenadora | Entrenadora    | Twila Kilgore   |     |

| 9  | Delantero      | Estefanía Palomar 36'  | 84' |
| 15 | Centrocampista | Maricel Pereyra 84'    |     |
| 2  | Defensa        | Adriana Sachs          | 84' |
| 8  | Centrocampista | Daiana Falfán 84'      |     |
| 18 | Defensa        | Celeste Dos Santos 84' |     |

| 11 | Delantero      | Sophia Smith      | 46' |
| 14 | Centrocampista | Emily Sonnett     | 46' |
| 23 | Defensa        | Emily Fox         | 61' |
| 3  | Defensa        | Jenna Nighswonger | 61' |
| 17 | Centrocampista | Sam Coffey        | 78' |

| Anotado         | 10' | Jaedyn Shaw   | 0:1 |
| Anotado         | 18' | Jaedyn Shaw   | 0:2 |
| Anotado         | 19' | Alex Morgan   | 0:3 |
| Anotado · Penal | 77' | Lindsey Horan | 0:4 |

| Amonestado | 45+5' | Miriam Mayorga |
| Amonestado | 66'   | Aldana Cometti |

| Amonestado | 58' | Jaedyn Shaw |

| Otorgado · Expulsado | 75' | Miriam Mayorga |

| Árbitra             | Marie-Soleil Beaudoin |
| Árbitras asistentes | Chantal Boudreau      |
| Árbitras asistentes | Gabrielle Lemieux     |
| Cuarta árbitra      | Carly Shaw-Maclaren   |
| VAR                 | Drew Fischer          |
| Adicional VAR       | Benjamín Pineda       |

| Estadísticas      | Bandera de Argentina | Bandera de Estados Unidos |
| Tiros             | 3                    | 20                        |
| Tiros a puerta    | 1                    | 9                         |
| Faltas            | 12                   | 13                        |
| Saques de esquina | 1                    | 8                         |
| Penaltis          | 0                    | 1                         |
| Fueras de juego   | 1                    | 4                         |
| Posesión de balón | 38%                  | 62%                       |

#### Estados Unidos vs. México
| 26 de febrero de 2024, 19:15 | Estados Unidos | 0:2 (0:1)        | México                    | Dignity Health Sports Park, Carson                                        |                                                                           |
|                              |                | Concacaf Reporte | Ovalle 38' · Pelayo 90+2' | Asistencia: 11 612 espectadores Árbitra: Melissa Borjas VAR: Drew Fischer | Asistencia: 11 612 espectadores Árbitra: Melissa Borjas VAR: Drew Fischer |

| 1           | Guardameta     | Alyssa Naeher    |     |
| 2           | Defensa        | Abby Dahlkemper  |     |
| 5           | Defensa        | Becky Sauerbrunn |     |
| 19          | Defensa        | Crystal Dunn     |     |
| 23          | Defensa        | Emily Fox        | 71' |
| 22          | Centrocampista | Trinity Rodman   |     |
| 10          | Centrocampista | Lindsey Horan    |     |
| 17          | Centrocampista | Sam Coffey       | 70' |
| 6           | Centrocampista | Lynn Williams    | 46' |
| 16          | Delantero      | Rose Lavelle     | 78' |
| 11          | Delantero      | Sophia Smith     | 46' |
| Entrenadora | Entrenadora    | Twila Kilgore    |     |

| 21         | Guardameta     | Esthefanny Barreras |     |
| 5          | Defensa        | Karen Luna          |     |
| 15         | Defensa        | Cristina Ferral     |     |
| 14         | Defensa        | Greta Espinoza      |     |
| 2          | Defensa        | Nicolette Hernández |     |
| 8          | Centrocampista | Alexia Delgado      | 82' |
| 4          | Centrocampista | Rebeca Bernal       |     |
| 16         | Centrocampista | Karla Nieto         |     |
| 11         | Delantero      | Jacqueline Ovalle   | 81' |
| 9          | Delantero      | Kiana Palacios      | 82' |
| 7          | Delantero      | María Sánchez       | 68' |
| Entrenador | Entrenador     | Pedro López         |     |

| 7  | Delantero      | Alex Morgan   | 46' |
| 14 | Centrocampista | Emily Sonnett | 46' |
| 15 | Centrocampista | Korbin Albert | 70' |
| 9  | Delantero      | Midge Purce   | 71' |
| 8  | Delantero      | Jaedyn Shaw   | 88' |

| 18 | Centrocampista | Jasmine Casárez  | 68' |
| 20 | Centrocampista | Mayra Pelayo     | 81' |
| 22 | Delantero      | Diana Ordóñez    | 82' |
| 3  | Defensa        | Karina Rodríguez | 82' |

| Anotado | 38'   | Jacqueline Ovalle | 0:1 |
| Anotado | 90+2' | Mayra Pelayo      | 0:2 |

| Amonestado | 28' | Jacqueline Ovalle |
| Amonestado | 88' | Karen Luna        |

| Árbitra             | Melissa Borjas   |
| Árbitras asistentes | Shirley Perello  |
| Árbitras asistentes | Lourdes Noriega  |
| Cuarta árbitra      | Mayary Cartagena |
| VAR                 | Drew Fischer     |
| Adicional VAR       | Tatiana Guzman   |

| 1           | Guardameta     | Alyssa Naeher    |     |
| 2           | Defensa        | Abby Dahlkemper  |     |
| 5           | Defensa        | Becky Sauerbrunn |     |
| 19          | Defensa        | Crystal Dunn     |     |
| 23          | Defensa        | Emily Fox        | 71' |
| 22          | Centrocampista | Trinity Rodman   |     |
| 10          | Centrocampista | Lindsey Horan    |     |
| 17          | Centrocampista | Sam Coffey       | 70' |
| 6           | Centrocampista | Lynn Williams    | 46' |
| 16          | Delantero      | Rose Lavelle     | 78' |
| 11          | Delantero      | Sophia Smith     | 46' |
| Entrenadora | Entrenadora    | Twila Kilgore    |     |

| 21         | Guardameta     | Esthefanny Barreras |     |
| 5          | Defensa        | Karen Luna          |     |
| 15         | Defensa        | Cristina Ferral     |     |
| 14         | Defensa        | Greta Espinoza      |     |
| 2          | Defensa        | Nicolette Hernández |     |
| 8          | Centrocampista | Alexia Delgado      | 82' |
| 4          | Centrocampista | Rebeca Bernal       |     |
| 16         | Centrocampista | Karla Nieto         |     |
| 11         | Delantero      | Jacqueline Ovalle   | 81' |
| 9          | Delantero      | Kiana Palacios      | 82' |
| 7          | Delantero      | María Sánchez       | 68' |
| Entrenador | Entrenador     | Pedro López         |     |

| 7  | Delantero      | Alex Morgan   | 46' |
| 14 | Centrocampista | Emily Sonnett | 46' |
| 15 | Centrocampista | Korbin Albert | 70' |
| 9  | Delantero      | Midge Purce   | 71' |
| 8  | Delantero      | Jaedyn Shaw   | 88' |

| 18 | Centrocampista | Jasmine Casárez  | 68' |
| 20 | Centrocampista | Mayra Pelayo     | 81' |
| 22 | Delantero      | Diana Ordóñez    | 82' |
| 3  | Defensa        | Karina Rodríguez | 82' |

| Anotado | 38'   | Jacqueline Ovalle | 0:1 |
| Anotado | 90+2' | Mayra Pelayo      | 0:2 |

| Amonestado | 28' | Jacqueline Ovalle |
| Amonestado | 88' | Karen Luna        |

| Árbitra             | Melissa Borjas   |
| Árbitras asistentes | Shirley Perello  |
| Árbitras asistentes | Lourdes Noriega  |
| Cuarta árbitra      | Mayary Cartagena |
| VAR                 | Drew Fischer     |
| Adicional VAR       | Tatiana Guzman   |

| Estadísticas      | Bandera de Estados Unidos | Bandera de México |
| Tiros             | 9                         | 13                |
| Tiros a puerta    | 2                         | 4                 |
| Faltas            | 9                         | 9                 |
| Saques de esquina | 1                         | 9                 |
| Penaltis          | 0                         | 0                 |
| Fueras de juego   | 2                         | 0                 |
| Posesión de balón | 57%                       | 43%               |

### Cuartos de final

#### Estados Unidos vs. Colombia
| 3 de marzo de 2024, 17:15 | Estados Unidos                                  | 3:0 (3:0)        | Colombia | BMO Stadium, Los Ángeles                                                     |                                                                              |
|                           | Horan 13' (pen.) · Nighswonger 22' · Shaw 45+2' | Concacaf Reporte |          | Asistencia: 16 746 espectadores Árbitra: Marianela Araya VAR: Tatiana Guzmán | Asistencia: 16 746 espectadores Árbitra: Marianela Araya VAR: Tatiana Guzmán |

| 1           | Guardameta     | Alyssa Naeher     |     |
| 23          | Defensa        | Emily Fox         |     |
| 4           | Defensa        | Naomi Girma       |     |
| 12          | Defensa        | Tierna Davidson   |     |
| 3           | Defensa        | Jenna Nighswonger |     |
| 15          | Centrocampista | Korbin Albert     | 71' |
| 22          | Centrocampista | Trinity Rodman    | 46' |
| 10          | Centrocampista | Lindsey Horan     | 83' |
| 8           | Centrocampista | Jaedyn Shaw       | 58' |
| 17          | Centrocampista | Sam Coffey        |     |
| 7           | Delantero      | Alex Morgan       | 71' |
| Entrenadora | Entrenadora    | Twila Kilgore     |     |

| 1          | Guardameta     | Natalia Giraldo  |     |
| 17         | Defensa        | Carolina Arias   |     |
| 19         | Defensa        | Jorelyn Carabalí |     |
| 3          | Defensa        | Daniela Arias    | 46' |
| 2          | Defensa        | Manuela Vanegas  |     |
| 13         | Centrocampista | Ilana Izquierdo  | 89' |
| 5          | Centrocampista | Lorena Bedoya    | 46' |
| 6          | Centrocampista | Daniela Montoya  | 46' |
| 11         | Delantero      | Catalina Usme    |     |
| 15         | Delantero      | Manuela Paví     |     |
| 18         | Delantero      | Linda Caicedo    |     |
| Entrenador | Entrenador     | Ángelo Marsiglia |     |

| 9  | Delantero      | Midge Purce     | 46' |
| 16 | Centrocampista | Rose Lavelle    | 58' |
| 11 | Delantero      | Sophia Smith    | 71' |
| 13 | Centrocampista | Olivia Moultrie | 71' |
| 14 | Centrocampista | Emily Sonnett   | 83' |

| 14 | Defensa        | Ángela Barón     | 46' |
| 21 | Centrocampista | Liana Salazar    | 46' |
| 8  | Centrocampista | Marcela Restrepo | 46' |
| 16 | Centrocampista | Lady Andrade     | 89' |

| Anotado · Penal | 13'   | Lindsey Horan     | 1:0 |
| Anotado         | 22'   | Jenna Nighswonger | 2:0 |
| Anotado         | 45+2' | Jaedyn Shaw       | 3:0 |

| Amonestado | 18' | Alex Morgan    |
| Amonestado | 21' | Trinity Rodman |
| Amonestado | 66' | Lindsey Horan  |

| Amonestado | 11' | Jorelyn Carabalí |
| Amonestado | 15' | Catalina Usme    |
| Amonestado | 69' | Marcela Restrepo |
| Amonestado | 75' | Manuela Paví     |

| Árbitra             | Marianela Araya |
| Árbitras asistentes | Mijensa Rensch  |
| Árbitras asistentes | Lidia Ayala     |
| Cuarta árbitra      | Sandra Benítez  |
| VAR                 | Tatiana Guzmán  |
| Adicional VAR       | Amairany García |

| 1           | Guardameta     | Alyssa Naeher     |     |
| 23          | Defensa        | Emily Fox         |     |
| 4           | Defensa        | Naomi Girma       |     |
| 12          | Defensa        | Tierna Davidson   |     |
| 3           | Defensa        | Jenna Nighswonger |     |
| 15          | Centrocampista | Korbin Albert     | 71' |
| 22          | Centrocampista | Trinity Rodman    | 46' |
| 10          | Centrocampista | Lindsey Horan     | 83' |
| 8           | Centrocampista | Jaedyn Shaw       | 58' |
| 17          | Centrocampista | Sam Coffey        |     |
| 7           | Delantero      | Alex Morgan       | 71' |
| Entrenadora | Entrenadora    | Twila Kilgore     |     |

| 1          | Guardameta     | Natalia Giraldo  |     |
| 17         | Defensa        | Carolina Arias   |     |
| 19         | Defensa        | Jorelyn Carabalí |     |
| 3          | Defensa        | Daniela Arias    | 46' |
| 2          | Defensa        | Manuela Vanegas  |     |
| 13         | Centrocampista | Ilana Izquierdo  | 89' |
| 5          | Centrocampista | Lorena Bedoya    | 46' |
| 6          | Centrocampista | Daniela Montoya  | 46' |
| 11         | Delantero      | Catalina Usme    |     |
| 15         | Delantero      | Manuela Paví     |     |
| 18         | Delantero      | Linda Caicedo    |     |
| Entrenador | Entrenador     | Ángelo Marsiglia |     |

| 9  | Delantero      | Midge Purce     | 46' |
| 16 | Centrocampista | Rose Lavelle    | 58' |
| 11 | Delantero      | Sophia Smith    | 71' |
| 13 | Centrocampista | Olivia Moultrie | 71' |
| 14 | Centrocampista | Emily Sonnett   | 83' |

| 14 | Defensa        | Ángela Barón     | 46' |
| 21 | Centrocampista | Liana Salazar    | 46' |
| 8  | Centrocampista | Marcela Restrepo | 46' |
| 16 | Centrocampista | Lady Andrade     | 89' |

| Anotado · Penal | 13'   | Lindsey Horan     | 1:0 |
| Anotado         | 22'   | Jenna Nighswonger | 2:0 |
| Anotado         | 45+2' | Jaedyn Shaw       | 3:0 |

| Amonestado | 18' | Alex Morgan    |
| Amonestado | 21' | Trinity Rodman |
| Amonestado | 66' | Lindsey Horan  |

| Amonestado | 11' | Jorelyn Carabalí |
| Amonestado | 15' | Catalina Usme    |
| Amonestado | 69' | Marcela Restrepo |
| Amonestado | 75' | Manuela Paví     |

| Árbitra             | Marianela Araya |
| Árbitras asistentes | Mijensa Rensch  |
| Árbitras asistentes | Lidia Ayala     |
| Cuarta árbitra      | Sandra Benítez  |
| VAR                 | Tatiana Guzmán  |
| Adicional VAR       | Amairany García |

| Estadísticas      | Bandera de Estados Unidos | Bandera de Colombia |
| Tiros             | 18                        | 7                   |
| Tiros a puerta    | 6                         | 3                   |
| Faltas            | 15                        | 16                  |
| Saques de esquina | 5                         | 3                   |
| Penaltis          | 1                         | 0                   |
| Fueras de juego   | 0                         | 5                   |
| Posesión de balón | 45%                       | 55%                 |

### Semifinales

#### Canadá vs. Estados Unidos
| 6 de marzo de 2024, 19:15 | Canadá                           | 2:2 (1:1, 0:1) (t. s.)(1:3 p.) | Estados Unidos                  | Snapdragon Stadium, San Diego                                               |                                                                             |
|                           | Huitema 82' · Leon 120+7' (pen.) | Concacaf Reporte               | Shaw 20' · Smith 99'            | Asistencia: 15 245 espectadores Árbitra: Katia García VAR: Daneon Parchment | Asistencia: 15 245 espectadores Árbitra: Katia García VAR: Daneon Parchment |
|                           |                                  | Tiros desde el punto penal     |                                 |                                                                             |                                                                             |
|                           | Leon · Huitema · Quinn · Fleming |                                | Smith · Albert · Naeher · Horan |                                                                             |                                                                             |

| 1           | Guardameta     | Kailen Sheridan   |      |
| 12          | Defensa        | Jade Rose         |      |
| 14          | Defensa        | Vanessa Gilles    | 121' |
| 3           | Defensa        | Kadeisha Buchanan | 91'  |
| 10          | Centrocampista | Ashley Lawrence   |      |
| 13          | Centrocampista | Simi Awujo        | 56'  |
| 17          | Centrocampista | Jessie Fleming    |      |
| 16          | Centrocampista | Gabrielle Carle   | 106' |
| 6           | Delantero      | Deanne Rose       | 68'  |
| 19          | Delantero      | Adriana Leon      |      |
| 20          | Delantero      | Cloé Lacasse      | 68'  |
| Entrenadora | Entrenadora    | Bev Priestman     |      |

| 1           | Guardameta     | Alyssa Naeher     |     |
| 23          | Defensa        | Emily Fox         |     |
| 4           | Defensa        | Naomi Girma       |     |
| 12          | Defensa        | Tierna Davidson   |     |
| 3           | Defensa        | Jenna Nighswonger | 46' |
| 10          | Centrocampista | Lindsey Horan     |     |
| 17          | Centrocampista | Sam Coffey        | 85' |
| 15          | Centrocampista | Korbin Albert     |     |
| 22          | Delantero      | Trinity Rodman    | 64' |
| 7           | Delantero      | Alex Morgan       | 72' |
| 8           | Delantero      | Jaedyn Shaw       | 46' |
| Entrenadora | Entrenadora    | Twila Kilgore     |     |

| 9  | Delantero      | Jordyn Huitema   | 56'  |
| 5  | Centrocampista | Quinn            | 68'  |
| 11 | Delantero      | Évelyne Viens    | 68'  |
| 23 | Centrocampista | Olivia Smith     | 91'  |
| 21 | Delantero      | Clarissa Larisey | 106' |
| 4  | Defensa        | Shelina Zadorsky | 121' |

| 6  | Delantero      | Lynn Williams | 46' |
| 20 | Defensa        | Casey Krueger | 46' |
| 11 | Delantero      | Sophia Smith  | 64' |
| 16 | Centrocampista | Rose Lavelle  | 72' |
| 14 | Centrocampista | Emily Sonnett | 85' |

| Anotado         | 82'    | Jordyn Huitema | 1:1 |
| Anotado · Penal | 120+7' | Adriana Leon   | 2:2 |

| Anotado | 20' | Jaedyn Shaw  | 0:1 |
| Anotado | 99' | Sophia Smith | 1:2 |

|                |                          | 0:1 | Acierto de penal          | Sophia Smith  |
| Adriana Leon   | Fallo de penal (atajado) | 0:1 |                           |               |
|                |                          | 0:1 | Fallo de penal (desviado) | Korbin Albert |
| Jordyn Huitema | Fallo de penal (atajado) | 0:1 |                           |               |
|                |                          | 0:2 | Acierto de penal          | Alyssa Naeher |
| Quinn          | Acierto de penal         | 1:2 |                           |               |
|                |                          | 1:3 | Acierto de penal          | Lindsey Horan |
| Jessie Fleming | Fallo de penal (atajado) | 1:3 |                           |               |

| Amonestado | 90+2' | Adriana Leon |  |

| Amonestado | 120+5' | Alyssa Naeher |  |

| Árbitra             | Katia García     |
| Árbitras asistentes | Endenia Caudillo |
| Árbitras asistentes | Karen Díaz       |
| Cuarta árbitra      | Karen Hernández  |
| VAR                 | Daneon Parchment |
| Adicional VAR       | Tatiana Guzmán   |

| 1           | Guardameta     | Kailen Sheridan   |      |
| 12          | Defensa        | Jade Rose         |      |
| 14          | Defensa        | Vanessa Gilles    | 121' |
| 3           | Defensa        | Kadeisha Buchanan | 91'  |
| 10          | Centrocampista | Ashley Lawrence   |      |
| 13          | Centrocampista | Simi Awujo        | 56'  |
| 17          | Centrocampista | Jessie Fleming    |      |
| 16          | Centrocampista | Gabrielle Carle   | 106' |
| 6           | Delantero      | Deanne Rose       | 68'  |
| 19          | Delantero      | Adriana Leon      |      |
| 20          | Delantero      | Cloé Lacasse      | 68'  |
| Entrenadora | Entrenadora    | Bev Priestman     |      |

| 1           | Guardameta     | Alyssa Naeher     |     |
| 23          | Defensa        | Emily Fox         |     |
| 4           | Defensa        | Naomi Girma       |     |
| 12          | Defensa        | Tierna Davidson   |     |
| 3           | Defensa        | Jenna Nighswonger | 46' |
| 10          | Centrocampista | Lindsey Horan     |     |
| 17          | Centrocampista | Sam Coffey        | 85' |
| 15          | Centrocampista | Korbin Albert     |     |
| 22          | Delantero      | Trinity Rodman    | 64' |
| 7           | Delantero      | Alex Morgan       | 72' |
| 8           | Delantero      | Jaedyn Shaw       | 46' |
| Entrenadora | Entrenadora    | Twila Kilgore     |     |

| 9  | Delantero      | Jordyn Huitema   | 56'  |
| 5  | Centrocampista | Quinn            | 68'  |
| 11 | Delantero      | Évelyne Viens    | 68'  |
| 23 | Centrocampista | Olivia Smith     | 91'  |
| 21 | Delantero      | Clarissa Larisey | 106' |
| 4  | Defensa        | Shelina Zadorsky | 121' |

| 6  | Delantero      | Lynn Williams | 46' |
| 20 | Defensa        | Casey Krueger | 46' |
| 11 | Delantero      | Sophia Smith  | 64' |
| 16 | Centrocampista | Rose Lavelle  | 72' |
| 14 | Centrocampista | Emily Sonnett | 85' |

| Anotado         | 82'    | Jordyn Huitema | 1:1 |
| Anotado · Penal | 120+7' | Adriana Leon   | 2:2 |

| Anotado | 20' | Jaedyn Shaw  | 0:1 |
| Anotado | 99' | Sophia Smith | 1:2 |

|                |                          | 0:1 | Acierto de penal          | Sophia Smith  |
| Adriana Leon   | Fallo de penal (atajado) | 0:1 |                           |               |
|                |                          | 0:1 | Fallo de penal (desviado) | Korbin Albert |
| Jordyn Huitema | Fallo de penal (atajado) | 0:1 |                           |               |
|                |                          | 0:2 | Acierto de penal          | Alyssa Naeher |
| Quinn          | Acierto de penal         | 1:2 |                           |               |
|                |                          | 1:3 | Acierto de penal          | Lindsey Horan |
| Jessie Fleming | Fallo de penal (atajado) | 1:3 |                           |               |

| Amonestado | 90+2' | Adriana Leon |  |

| Amonestado | 120+5' | Alyssa Naeher |  |

| Árbitra             | Katia García     |
| Árbitras asistentes | Endenia Caudillo |
| Árbitras asistentes | Karen Díaz       |
| Cuarta árbitra      | Karen Hernández  |
| VAR                 | Daneon Parchment |
| Adicional VAR       | Tatiana Guzmán   |

| Estadísticas      | Bandera de Canadá | Bandera de Estados Unidos |
| Tiros             | 6                 | 9                         |
| Tiros a puerta    | 4                 | 4                         |
| Faltas            | 15                | 12                        |
| Saques de esquina | 4                 | 6                         |
| Penaltis          | 1                 | 0                         |
| Fueras de juego   | 3                 | 1                         |
| Posesión de balón | 54%               | 46%                       |

### Estados Unidos vs. Brasil
| 10 de marzo de 2024, 17:15 | Estados Unidos | 1:0 (1:0)        | Brasil | Snapdragon Stadium, San Diego                                               |                                                                             |
|                            | Horan 45+1'    | Concacaf Reporte |        | Asistencia: 31 528 espectadores Árbitra: Melissa Borjas VAR: Tatiana Guzmán | Asistencia: 31 528 espectadores Árbitra: Melissa Borjas VAR: Tatiana Guzmán |

| 1           | Guardameta     | Alyssa Naeher   |     |
| 23          | Defensa        | Emily Fox       |     |
| 4           | Defensa        | Naomi Girma     |     |
| 12          | Defensa        | Tierna Davidson |     |
| 19          | Defensa        | Crystal Dunn    | 86' |
| 17          | Centrocampista | Sam Coffey      | 71' |
| 15          | Centrocampista | Korbin Albert   |     |
| 22          | Centrocampista | Trinity Rodman  | 71' |
| 10          | Centrocampista | Lindsey Horan   |     |
| 16          | Centrocampista | Rose Lavelle    | 46' |
| 7           | Delantero      | Alex Morgan     | 59' |
| Entrenadora | Entrenadora    | Twila Kilgore   |     |

| 1          | Guardameta     | Luciana       |     |
| 2          | Defensa        | Antônia       |     |
| 3          | Defensa        | Tarciane      |     |
| 5          | Defensa        | Thais         |     |
| 11         | Centrocampista | Adriana       |     |
| 21         | Centrocampista | Duda Santos   | 57' |
| 20         | Centrocampista | Duda Sampaio  | 79' |
| 6          | Centrocampista | Yasmim        |     |
| 18         | Centrocampista | Gabi Portilho |     |
| 10         | Centrocampista | Bia Zaneratto | 79' |
| 9          | Delantero      | Gabi Nunes    | 65' |
| Entrenador | Entrenador     | Arthur Elias  |     |

| 6  | Delantero | Lynn Williams | 46' |
| 11 | Delantero | Sophia Smith  | 59' |
| 8  | Delantero | Jaedyn Shaw   | 71' |
| 9  | Delantero | Midge Purce   | 71' |
| 20 | Defensa   | Casey Krueger | 86' |

| 16 | Centrocampista | Vitória Yaya  | 57' |
| 19 | Delantero      | Geyse         | 65' |
| 7  | Delantero      | Debinha       | 79' |
| 15 | Centrocampista | Julia Bianchi | 79' |

| Anotado | 45+1' | Lindsey Horan | 1:0 |

| Amonestado | 55' | Alex Morgan |

| Árbitra             | Melissa Borjas   |
| Árbitras asistentes | Shirley Perello  |
| Árbitras asistentes | Lourdes Noriega  |
| Cuarta árbitra      | Odette Hamilton  |
| VAR                 | Tatiana Guzmán   |
| Adicional VAR       | Daneon Parchment |

| 1           | Guardameta     | Alyssa Naeher   |     |
| 23          | Defensa        | Emily Fox       |     |
| 4           | Defensa        | Naomi Girma     |     |
| 12          | Defensa        | Tierna Davidson |     |
| 19          | Defensa        | Crystal Dunn    | 86' |
| 17          | Centrocampista | Sam Coffey      | 71' |
| 15          | Centrocampista | Korbin Albert   |     |
| 22          | Centrocampista | Trinity Rodman  | 71' |
| 10          | Centrocampista | Lindsey Horan   |     |
| 16          | Centrocampista | Rose Lavelle    | 46' |
| 7           | Delantero      | Alex Morgan     | 59' |
| Entrenadora | Entrenadora    | Twila Kilgore   |     |

| 1          | Guardameta     | Luciana       |     |
| 2          | Defensa        | Antônia       |     |
| 3          | Defensa        | Tarciane      |     |
| 5          | Defensa        | Thais         |     |
| 11         | Centrocampista | Adriana       |     |
| 21         | Centrocampista | Duda Santos   | 57' |
| 20         | Centrocampista | Duda Sampaio  | 79' |
| 6          | Centrocampista | Yasmim        |     |
| 18         | Centrocampista | Gabi Portilho |     |
| 10         | Centrocampista | Bia Zaneratto | 79' |
| 9          | Delantero      | Gabi Nunes    | 65' |
| Entrenador | Entrenador     | Arthur Elias  |     |

| 6  | Delantero | Lynn Williams | 46' |
| 11 | Delantero | Sophia Smith  | 59' |
| 8  | Delantero | Jaedyn Shaw   | 71' |
| 9  | Delantero | Midge Purce   | 71' |
| 20 | Defensa   | Casey Krueger | 86' |

| 16 | Centrocampista | Vitória Yaya  | 57' |
| 19 | Delantero      | Geyse         | 65' |
| 7  | Delantero      | Debinha       | 79' |
| 15 | Centrocampista | Julia Bianchi | 79' |

| Anotado | 45+1' | Lindsey Horan | 1:0 |

| Amonestado | 55' | Alex Morgan |

| Árbitra             | Melissa Borjas   |
| Árbitras asistentes | Shirley Perello  |
| Árbitras asistentes | Lourdes Noriega  |
| Cuarta árbitra      | Odette Hamilton  |
| VAR                 | Tatiana Guzmán   |
| Adicional VAR       | Daneon Parchment |

| Estadísticas      | Bandera de Estados Unidos | Bandera de Brasil |
| Tiros             | 7                         | 11                |
| Tiros a puerta    | 3                         | 0                 |
| Faltas            | 15                        | 8                 |
| Saques de esquina | 4                         | 3                 |
| Penaltis          | 0                         | 0                 |
| Fueras de juego   | 2                         | 3                 |
| Posesión de balón | 45%                       | 55%               |

|                                    |
| Bandera de Estados Unidos          |
| Campeón Estados Unidos 1.er título |